# 대한민국의 정신질환

대한민국은 경제협력개발기구(OECD) 국가 중 자살률이 가장 높고 정신질환과 관련된 입원율이 가장 높은 등 정신건강 문제가 사회 전반적으로 만연한 곳이다. 대한민국은 국가 지원 정신 건강 서비스를 운영하고 있으며 그 중 대다수가 입원환자 병원 시설이지만, 대부분 자금이 부족하고 활용도가 낮다. 정신질환이 만연함에도 불구하고 대한민국의 인구 전반적으로 사회적 낙인이 존재하고 있어, 환자들은 치료 받기를 꺼리는 경향이 있다. 정신질환은 모든 인구통계학적 그룹에 걸쳐 존재하지만, 그 중에서도 대한민국의 정신질환은 노인과 청소년 계층에서 가장 흔하게 발견된다.

## 역사
서양 의학은 선교사들을 통해 대한민국에 알려지게 되었고 이 후, 무속신앙과 한의학으로 다루었던 정신건강을, 대한민국을 점령하고 있던 일본 정부가 후원하는 정신병원에서 다루도록 하는 계기가 되었다. 더 인도적인 경향이 강했던 선교병원도 존재했으나, 정부의 정신병원으로 환자를 격리시킨 것은 대한민국 사회에서의 정신질환에 대한 낙인 강화에 많은 영향을 미쳤다. 최근 국내 정신질환 치료의 기반이 장기입원에서 지역사회 기반의 관리으로 바뀌고 있지만, 정신병원 입원 기간은 상승추세를 보이고 있다. 이러한 점에서 다른 OECD 국가들의 평균 입원 기간은 2011년 대한민국의 4분의 1에도 미치지 못했기 때문에 대한민국의 보건 인프라의 실효성에 의문이 생기게 된다. 몇몇 전문가들은 국내 정신병원의 치료방법이 다른 OECD 국가들과 비교했을 때 얼마나 효과가 있는지에 대한 의문을 제기하기도 한다.

## 정신질환에 대한 사회적 인식
대한민국인들은 상대적으로 더 높은 수준으로 내제된 낙인을 가지고 있는 것으로 밝혀졌는데, 이러한 점은 상대적으로 더 높게 나타나는 정신질환의 비율과 더 심각한 증상들과 관련이 있다. 정신질환을 앓고 있는 사람 중 7%만이 정신과 치료를 받는다는 보도가 나오는 등 대한민국의 문화에서는 정신질환에 대한 치료를 받는 것이 사람들로 하여금 크게 눈살을 찌푸리게 한다. 유교의 영향을 많이 받는 문화로서, 가족의 명예가 개인보다 우선시되어, 대한민국인들은 가족의 명예를 지키기 위해 치료를 포기하게 된다. 또한 대한민국의 의사들은 유교 문화가 개인의 의지와 자기 수양을 강조하여 정신 건강에 대한 사회적 편견을 조성한다고 말한다. 치료를 받는 사람들은 때때로 자신의 의료 보험 기록에 있는 정신과 진료와 관련된 낙인을 피하기 위해 보험 처리를 하지 않고 현금을 지불하기도 한다. 또한 낙인은 정신질환을 치료하고 있는 사람들의 사회적 복귀를 방해하는 요인이 되기도 한다.

## 정신적 건강관리
대한민국의 법은 정신건강 상태에 따른 직장에서의 차별을 금지하고 있지만, 이러한 법률의 시행이 미흡하여 차별이 지속되고 있다. 실력있는 많은 정신과 의사들과 다른 정신 건강 전문가들이 있지만, 정신과는 1차 진료에서 분리되어 있으며, 여전히 대한민국에서 갖는 정신 질환에 대한 강력한 낙인의 주요 원인이 되고 있다. 정신건강의약품은 널리 보급되어 있으며, 대한민국에서도 서양환자들이 이용할 수 있는 거의 모든 약품을 구할 수 있다. 국가가 제공하는 보편적인 건강 보장 범위는 대다수의 대한민국인들이 정신질환 약과 치료를 받을 여유가 충분함을 의미하지만, 낙인은 사람들이 건강 보장 범위를 이용하는 것을 방해하기도 한다.
정신건강을 위한 공공지출은 3%로 낮은 수준을 유지하고 있으며, 대부분의 사람들이 외래환자 시설에서 치료를 받고 있음에도 불구하고 입원환자 시설에 간다. 2005년에는 대한민국 정부에서 공식적인 국가 예산 중 정신건강에 대한 어떠한 자금도 할당하지 않았다.
대한민국 정부는 1995년에 정신보건법을 통과시켰다. 정신보건법은 지역사회에서 정신건강의료에 쉽게 접근할 수 있도록 하는 것을 목표로 국립정신병원과 지역사회 정신보건센터를 확대하였다. 그러나, 그 행동은 비자발적인, 즉 강제적인 입원을 훨씬 더 용이하게 만들었다. 2017년 정신보건법이 개정돼 정신병원에 입원하는 사람들의 개인의 권리와 자유를 보호하기 시작했다. 1999년 제정된 의료보호법과 장애인복지법은 장애인의 권리를 보호하고 있으며, 정신질환을 앓고 있는 환자는 2000년부터 이 법에 따라 보호 받을 자격을 얻게 되었다

## 정신질환

### 기여요인
1990년대 후반의 경제적 어려움은 대한민국 뿐만 아니라, 경제 불황의 영향이 미친 거의 모든 다른 아시아 국가들에서도 정신 질환과 자살의 급격한 증가를 가져왔다. 대한민국 사회 내에 존재하는 사회적 낙인 또한 사람들이 정신질환을 치료 받는 것을 꺼리게 하는 첫번째 이유가 되었으며 정신질환을 악화시키는 요인으로 작용했다. 폭음 등 낙인 이외의 문화적 요인도 대한민국 사회 내 정신건강 문제에 기여할 수 있다.
대한민국의 사회, 학계, 기업 구조 때문에 대한민국인들은 비교적 어린 나이로부터 상당한 스트레스를 받는다. 대한민국인들의 지능과 놀라운 직업 윤리는 여기저기 알려져있다; 이러한 자질들은 경제에 크게 기여하지만 경제를 움직이는 사람들을 엄청난 압박에 처하게 한다. 대한민국의 어린이와 청소년들은 지적 우수성에 집요하게 초점을 맞추고 있는 교육 시스템에 놓여 있으며, 수준 이하의 것들은 용납할 수 없는 것으로 간주되고 있다. 자살은 청소년기의 대한민국인에게 가장 많은 사망원인이며, 학교 시스템상 자살은 숨막히는 현실이다. 대한민국 학생들은 학업 압박뿐만 아니라, 어떤 학교 환경에서도 학생들이 일반적으로 겪을 수 있는 공통적인 스트레스 요인에 직면한다. 왕따는 10세에서 19세 사이의 대한민국인들 사이에서 우울증에 기여하는 요인이다. 학교 시스템에서 아이들은 경제적 지위나 다른 사소한 이유로 희생된다. 대한민국 학생들은 또래들 사이의 경쟁 환경을 조장하는 그들의 또래들보다 뛰어나도록 격려 받는다. 왕따를 당한 대한민국 학생들은 시험성적이 낮고 자존감이 낮고 불안감이 높아져 우울증 피해자가 되기 쉽다고 한다.

### 우울증
2001년, 대한민국 인구의 3-4.2 퍼센트가 DSM-IV에 설명된 것처럼 심각한 수준의 우울증을 앓고 있는 것으로 추정되었는데, 이 수치는 증가하고 있다. 여성, 흡연자, 교대근무자, 건강이 좋지 않은 사람, 저녁에 운동하는 사람, 자신의 삶을 스트레스라고 여기는 사람, 체중 미달의 사람들은 심각한 우울증을 겪을 가능성이 더 높았다. 대한민국의 경제에서 40억 달러 이상의 비용이 들 것으로 추정되며, 그 가치 중 가장 큰 비중을 차지하는 것은 질병 비용이다. 우울증 치료와 예방에 대한 관심이 높아지면 국민 건강뿐만 아니라 경제성장에 영향을 미칠 것이다.

### 알코올 사용장애
미국과 동아시아 국가에 비해 국내에서는 알코올 사용장애가 더 만연하고 있으며, 국내에서는 치료법이 모색될 가능성이 4배나 낮다. 2009년 국민건강영양조사에서 알코올 사용장애를 가진 사람 중 전문가의 어떠한 형태의 치료나 개입을 받은 적이 있는 사람은 2% 미만인 것으로 나타났다. 이계송 교수는 2013년 한 연구에서 대한민국인의 거의 7%가 알코올 사용장애를 가지고 있다는 것을 발견했는데, 이는 세계 어느 나라보다도 높은 비율이다. 대한민국인은 세계 어느 나라 국민보다 1인당 부피로 더 많은 술을 마시는데, 그 다음으로 높은 소비자인 러시아인에 비해 알코올 섭취량은 2배, 1인당 알코올 섭취량은 1.5배이다. 알코올 사용장애의 유행은 직장인들이 퇴근 후 동료들과 과음할 것을 기대하면서 높아진다. 술을 마시는 것은 친구나 동료와 유대를 맺는 방법으로 보여지는 것 외에 스트레스 해소 방법으로도 보여진다. 하지만, 알코올 중독은 대한민국에서 강력 범죄와 관련이 있는데, 강력 범죄 사건 5건 중 약 2건이 술에 취한 사람에 의해 저질러진다.

### 다른 정신질환
조맹제 의사를 비롯한 다른 의사들은 대한민국 인구의 3분의 1 이상이 살면서 한 번쯤은 정신질환을 앓고, 지난 1년 동안에는 5분의 1 이상이 정신질환을 경험했다는 사실을 발견했다. 대한민국 인구의 17%가 불면증을 앓고 있는데, 이것은 미국에서의 불면증에 버금가는 비율이다. 대한민국인의 6.6%는 니코틴 의존증을 앓고 있으며, 2%는 기분장애를, 5.2%는 불안장애를 앓고 있다. 이 세 가지의 정신 질환 모두 대한민국인이 미국인보다 앓는 환자의 비율이 낮다.
특히 대한민국에 살고 있는 탈북자들에게서 외상 후 스트레스 장애(PTSD)를 흔히 발견할 수 있다. 2005년에 실시한 조사에서 남한에 거주하고 있는 전씨를 비롯한 탈북자 중 29.5%가 PTSD를 겪고 있는 것으로 드러났다. 탈북자 중에서도 남성 탈북자에 비해 여성 탈북자가 PTSD를 겪고 있을 비율이 더 높게 나타났다.

### 정신질환의 인구 통계

#### 노인의 정신질환
우리나라 65세 이상에 해당하는 고령자의 17.8~27.9%가 우울증을 겪을 가능성이 높게 나타나는데, 이는 다른 나라보다 월등히 높은 수치이다. 대한민국의 노년 계층의 우울증 발병과 관련된 요인으로는 문맹, 독거, 빈곤, 저학력, 흡연, 머리 외상, 지적 장애 등이 있다. 대한민국 노년 계층의 높은 우울증 발생률은 급속한 고령화와 자녀들이 노부모를 모시고 살던 대한민국의 전통이 사라져가는 추세와 같은 것들이 원인이 될 수 있다. 노인복지법과 같은, 노인들을 위한 정부의 사회서비스는 인구의 늘어나는 요구를 충족시키기에는 충분하지 못하며, 인구 통계권 내의 발생하는 정신질환에 기여하는 요소가 되고 있다.
미국에 거주하는 대한민국의 노인 중 34%가 우울증을 앓고 있는 것으로 나타났는데, 이 중에서 전문가를 찾아간 사람은 5분의 1도 되지 않는다. 미국에 살고 있는 대부분의 노인들은 정신 건강 서비스에 대해 부정적인 인식을 보였다.

#### 청소년의 정신질환
서울 청소년의 10% 이상이 인터넷 중독의 위험성이 높은 것으로 나타났다. 인터넷 중독은 아동학대와 가혹한 양육방식 및 가족적인 요인과 양적 상관관계를 보인다. 우울증과 강박증 둘 다 청소년들의 인터넷 중독과 관련이 있다.
2009년, '대한민국 청소년들 사이에서의 인터넷 사용의 중독'이라는 이름으로 시행된 연구를 통해 서울 청소년들에게서 인터넷 중독 증세가 두드러지게 드러나는 이유는 수많은 학생이 주로 인터넷 게임을 하기 위해 인터넷을 사용하고 있기 때문이라는 사실을 발견했다. 남자 중학생의 경우, 67.0%의 학생이 주로 온라인 게임을 하기 위해 인터넷을 사용한다고 응답했다. 남자 고등학생들의 44.8% 또한 인터넷을 주로 사용하는 이유가 온라인 게임이라고 응답했다. 같은 연령대의 여학생들의 23.9%는 인터넷 사용의 이유로 개인 홈페이지나 블로그를 업데이트 하기 위함이라고 응답했다. 남학생이 여학생에 비해 상대적으로 인터넷 중독에 더 많이 노출되는 이유는 PC방의 영향이 큰데, PC방의 고객은 대부분 10대 중반부터 20대 후반의 남성이다.
박현숙을 비롯한 다른 전문가들은 대한민국의 청년 계층 사이에서 자살 관념에 대한 예측 변수에서 성별의 차이가 있음을 발견했다; 여성의 주요 예측 변수는 괴롭힘, 성적 지향, 우울증, 낮은 자존감, 적대감이 있다. 남성의 주요 예측 변수는 자살 시도, 부모의 알코올 의존, 흡연, 적대감, 낮은 자존감이다.
대한민국의 자살률은 노년 계층을 제외하면 청소년 계층이 가장 높고, 그 중에서도 1986~2005년 사이의 청소년 자살률이 가장 높은 것으로 나타났다.

## 자살
2013년 대한민국의 자살률은 10만 명당 29.1명으로, 2011년의 자살률인 10만 명당 33.3명보다 감소했다. 이 비율은 OECD 평균의 두 배가 넘는다. 2000~2011년 동안 대한민국의 자살률은 꾸준히 감소하는 모습을 보이는 국제 추세와는 다르게 2배 이상 증가했다. 역사적으로 경제적 분쟁의 시기에 자살률이 더 높게 나타났기 때문에 이러한 자살률의 증가는 암묵적으로 대한민국인의 경제적 행복과 관련이 있다고 볼 수 있다. 여성, 청소년, 노년 계층에서 자살률의 증가가 가장 두드러지게 나타났다.